# Komlósy Artúr
Komlósy Artúr, névváltozat: Komlóssy Arthur (Debrecen, 1874. október 24. – Debrecen, 1933. november 26.) ügyvédjelölt, levéltári fogalmazó, lapszerkesztő.

## Életútja
Komlóssy Artúr és Pusztay Róza fia. Középiskoláit szülővárosában, Debrecenben és Iglón, a jogot pedig a budapesti egyetemen végezte 1896-ban. Az egyetemi ifjúsági életben vezérszerepet vitt; 1895-96-ban a budapesti egyetemi kör elnöke és az Egyetemi Lapok főszerkesztője volt. 1899-ben fogalmazógyakornokként lett a budapesti Országos Levéltár munkatársa. 1911-ben vonult nyugdíjba fogalmazói rangban. Ezután Debrecenben élt egészen haláláig.
Nevét mint ősei Komlósynak írta. Álneve: Argyrus és Tatamér.
Cikkei megjelentek a Debreczeni Hirlapban (1890. 4. sz. A debreczeni képviselőválasztás 1848-ban, 1891. A magyar nemzet és Hentzi, 1892. Guy de Maupassantról), a Debreczenben (1893. Emlékbeszéd Irányi Dániel sírjánál), a Budapesti Hiradóban (1894. Emlékbeszéd Kossuth Lajos hamvai fölött, Sikerült hipnózis), a Magyarországban (1894. Az egyetem Budán), az Egyetemi Lapokban (1895. Magyar ifjúság, Tanuljuk a franczia nyelvet! Emlékbeszéd okt. 6. Aradon, Beszéd Deák F. sírjánál, Szerelem és politika, Művészet és természet sat.), a Debreczeni Ellenőrben (1895. karácsonyi sz. Nagy Imre élerajza, jórészt eddig ismeretlen adatok alapján, 1898. 206. sz. Fazekas sírja, 237. sz. Debreczeni nemes családok); az Egyetemi ifjak Zsebkönyvében (1896. Egyetemi szellem); a Hazánkban (1896. 11. sz. Az egyetem kiépítése), az Uj Fővárosi Lapokban (1897. júl. Az egyetemi építkezések); a Turulban (1898. Kihalt-e a borsodmegyei Konti család?, 1910. Az angol kirné m. rokonsága), a Debreceni Protestáns Lapban (1906), a Vasárnapi Újságban (1906), a Budapest Hírlapban (1910. 114. sz. Az angol kirné. m. ősei; 1912. 48. sz. M. papnev. int. Rómában), a Pesti Hírlapban (1914).
Regényfordítása: Émile Souvestre: A tengerész-orvos.